# Deepika Kundaji
Deepika Kundaji  est une agricultrice en permaculture indienne, récipiendaire, en 2017, du  prestigieux prix Nari Shakti Puraskar remis par le président Ram Nath Kovind.

## Biographie
Elle a passé son enfance au Karnataka, puis suivi une formation d'archéologue. Elle est mariée à Bernard Declercq un agronome belge. Ensemble, ils participent au projet de ville expérimentale Auroville près de Pondichéry.
À partir de 1994, Ils créent, sur environ trois hectares dans Auroville, Pebble Garden une forêt et un jardin. A leur arrivée la terre est nue, durcie et couverte de galet. ils transforment la terre sans intrants chimiques et sans labour. La reconstitution d’un couvert végétal débute par l’implantation d’acacias australiens et de Dodonaea viscosa, capables de pousser dans des conditions extrêmes et la création de cuvettes destinées à retenir l’eau de pluie. Après quelques années, les arbres grandissants, la décomposition des feuilles mortes au sol, a permis le retour d’une vie végétale et animale spontanée : plantes herbacées, termites puis progressivement insectes et mammifères. En 2001, ils commencent un potager en créant sur le sol des bandes de culture constituées de feuilles, cendres, charbon de bois et excréments sur 20 centimètres de hauteur. Les bandes, entourées de bois tressés, sont simultanément ensemencées avec plus de 20 variétés de plantes : herbacées, légumineuses, oléagineuses, fleurs, plantes médicinales. En 2013, le jardin couvre 2000 mètres carrés,.
Dès 1994, consciente de l'importance des semences, Deepika Kundaji s'implique pour mettre en place dans Auroville un conservatoire. Elle s'assure que les variétés les plus rustiques, à même de revitaliser la terre, sont conservées. Elle est membre du réseau national indien pour la conservation et de régénération des semences Bharat  Beej  Swaraj Manch.

## Publications
Reviving Vegetable Diversity: A seed savers' guide, Auroville catalogue